# Почесна ювілейна відзнака Вищого арбітражного суду України (2001)
Почесна ювілейна відзнака Вищого арбітражного суду України (2001) ― почесна заохочувальна відзнака Вищого арбітражного суду України/ Вищого господарського суду України 2001 року, I та II ступенів. Імовірно, вручалася і після перейменування суду на рубежі 2001-2002 рр.

## Історія нагороди
- Автор художньо-конструкторського рішення — художник Микола Лебідь
- З офіційного листування М. Лебедя з підрядниками відомо, що в період жовтень 2000 ― січень 2001 року розробка відзнаки вийшла на фінішну пряму — розглядалися калькуляції генеральних варіантів. Відомий виробник (маркування з тильної сторони відзнаки) — Державне підприємство "Львівський ювелірний завод".
- [необхідно вказати реквізити наказу/ розпорядження про запровадження відзнаки]. Вручення відзнаки присвячено урочистостям з нагоди ювілею — 10 років Вищого арбітражного суду України у 2001 році. В листуванні між замовником та підрядниками відзнака фігурує під назвою "Юстиція. 10 років".
- В наказі Міністерства Юстиції України № 272/22804 від 15 лютого 2013 р. "Про встановлення відомчих заохочувальних відзнак Міністерства юстиції України" ювілейної відзнаки немає.

## Опис
З офіційного листування М. Лебедя з підрядниками розглядалися такі варіанти: 
1. Ст. I: хрест та колодка — нейзильбер, овал з вінком — срібло з позолотою. Ст. II те саме без позолоти.
2. Все срібло, в першому ступені з позолоченим вінком.

[дані неповні, бажано вказати фінальний, фактично реалізований варіант]

## Відомі відзначені
- Пінчук Андрій Михайлович ― український юрист.
- Осетинський Анатолій Йосипович — заступник Голови Вищого господарського суду України